# Ixora rangonensis
Ixora rangonensis är en måreväxtart som beskrevs av Cornelis Eliza Bertus Bremekamp. Ixora rangonensis ingår i släktet Ixora och familjen måreväxter. Inga underarter finns listade i Catalogue of Life.